# 山本善隆
山本 善隆（やまもと よしたか、1951年1月29日 - ）は、大阪府出身のプロゴルファー。
城陽カントリー倶楽部所属。

## 経歴
茨木カンツリー倶楽部とは目と鼻の先にある茨木市立豊川中学校の出身で、周辺にはプロゴルファーやコース関係者が多数住んでいた。父・幸雄がプロゴルファーであったため、ごく当たり前にゴルフと共に育った。幼稚園から中学校まで同級生で、プロとして40年以上が経った今でも仲の良い中村通の家もあったほか、近くには田圃が広がっており、秋の稲刈りが終わると子供達の遊び場となった。大勢でゴルフ場に忍び込み、プレーしたこともあった。
中学生になってからは真剣に取り組み始め、卒業後は進学するか、就職するかの選択が近づくにつれ、仕事として意識するようになった。父がヘッドプロとして働いていた奈良県の飛鳥カンツリー倶楽部に夏休みに行ってラウンドも経験し、85前後のスコアが出るようになっていた。中学3年になって一番身近なゴルフで食べていくことを決め、1970年の大阪万博で周囲が開発されることを見込んで造られ、父が移っていた千里ニュータウンゴルフガーデンにに就職。それでも当時は「トーナメントがあんなに増えるとは思ってなかったし、親父がプロで食べていけてるんだから、と思っていたくらい」という軽い気持ちであり、仕事をしながら、時間があれば球を打った。先生は父であったが、手取り足取りの指導を受けたわけではなく、当時としては当たり前のように、自分で考え、練習を重ねた。
就職して1年が過ぎた頃、近所に住む山田弥助（後に関西プロゴルフ協会会長、日本プロゴルフ協会副会長を歴任）が京都府にある城陽カントリー倶楽部の研修生の話を持って来てくれた。実は、息子をゴルフ場の研修生にしたいと考えた父が、山田に頼んでおいたのがきっかけであった。当時、城陽CCにいたのが、教え方では関西ナンバー1といわれた新井進で、元々理論的にゴルフをしたいと思っていた新人研修生の山本に、新井の教えはピタリとハマった。新井は説明した後に言った通に打って見せ、基本的なことを教わった。
研修生時代から師匠や12歳年上の先輩プロ、能田征二らと一緒にラウンドしていたことで成長し、周囲から「トーナメント経験もある二人とプレーして、勝ったり負けたりするようになったらプロテストに受かるよ」と言われるようになり、合格ラインが14オーバーであったテストで、ただ一人アンダーパーとぶっちぎりのトップで合格。不安材料は一つもない状態でのプロ入りとなったが、その後も努力を続け、朝は10kmの坂道を走ってコースへ向かう。「1日でも休んだら努力とはいわない」と、雨の日も風の日も、走り続けた。休日こそ一日中が自分の時間と考え、走ってコースに行き、練習に明け暮れた。雨が降ると、客がいないのをいいことにバッグ置き場にマットを敷いて、練習グリーンに向かってボールを打ち始めた。時にはマットを敷くこともせず、コンクリートの上から直に打った。ボールをグリーンにとらえないと、手首もクラブも痛めることになるため、さらにショットの精度は上がった。
1972年には瀬戸内海サーキット岡山で青木功・鈴村久を破って初優勝を挙げ、1973年にはマレーシアオープンで2日目に首位杉本英世の1打差2位に付けると、3日目には杉本と共に68で回り、最終的には杉本、グラハム・マーシュ（ オーストラリア）に次ぐ3位に入る健闘を見せた。
同じ頃に売り出した関西の若手、幼なじみの中村、宮本康弘、吉川一雄と共に「関西の若手四天王」といわれ、シードも常にトップ10に定着し続けてきた。
1975年にはサントリーオープンを通算20アンダーで2年ぶりに優勝しツアー初制覇、ブリヂストンオープンで初日4アンダーで首位に立ち2勝目を挙げると、沖縄海洋博記念エキスポカップでは18番でバーディパットを決めて通算4アンダーで逆転優勝を飾った 。
1976年のソニーチャリティークラシックでは3日目にパープレーで7アンダーを守り2位に4打差をつけ、呂良煥（ 中華民国）の猛追を振り切って同年初優勝を飾る。
同年にはワールドカップ日本代表にも選出され、団体では村上隆とのペアでセベ・バレステロス&マニュエル・ピネロ（ スペイン）、ジェリー・ペイト&デイブ・ストックトン（ アメリカ合衆国）、郭吉雄&許勝三（中華民国）、ブライアン・バーンズ&サム・トーランス（ スコットランド）に次ぎ、エルネスト・ペレス・アコスタ&マルガリート・マルティネス（ メキシコ）と並んでタイの5位に入った。
1977年には関西オープンを通算3アンダーで制し同大会初優勝 、1978年の日本国土計画サマーズは16番で約5mのパットを沈めて優勝、1979年の広島オープンは会心の出来で優勝を飾る。
全盛期の1970年代はトップの高い、スイングアークの大きな美しいスイングの持ち主として活躍し、ロングショットに定評があり、特にロングアイアンの名手と言われたほどであった。
1980年には関西オープンで最終日に6打差首位でスタートしながら82を叩いて優勝を逃し、群馬県のノーザンCC赤城Gで行われた日本プロに参戦。3日目にはスコアが伸びない中で安田春雄・尾崎健夫と共に尾崎将司と2打差に付け、サバイバル戦となった最終日は最終18番パー5まで勝敗に行方は混沌としたが、山本は16番で40cmにつけるバーディーで抜け出して通算2アンダーで最終ホールを迎える。同組の金井清一が10mに2オンするが、イーグルを狙ったパットが1mオーバーし、3パットのパーに終わる。山本はパーに収めて最終組の鷹巣南雄を待ったが、3オンを狙った鷹巣が林に打ち込み、山本の逆転優勝が決まった。第1日の首位スコアと優勝スコアが同じ2アンダーと、戦前の予想通りロースコアでの戦いになった。
1981年には僅か50万円ほどの差でランク31位のシード落ちはあったが、1982年にはすぐに復帰し安定した力を示し続けた。
関西プロ2勝（1983年, 1987年）のほか、1985年には広島オープンを通算11アンダーでの逆転優勝で同大会2勝目、1986年のくずは国際では金井清一とのプレーオフを制す。
流れるようなスイングと長打力、ショート・ゲームにも定評あったが、40歳を迎えた1991年あたりから総合力の低下が見られるようになった。膝や足首を痛めた影響もあって成績は下降戦をたどり、3年続けて賞金ランキング30位にも入れない状態となるが、1993年の開幕前はクラブを握らずトレーニングに専念。体を一から鍛え直した結果、同年の日本プロマッチプレーで湯原信光、横島由一、重信秀人、高橋勝成を次々に退け、決勝で鈴木弘一を3-2で破って優勝。山本は「まるでプロ初優勝のような気分」になったが、それが1989年の関西オープン以来4年ぶりのツアー13勝目であった。
日本プロマッチプレー2回戦では大接戦の末に横島を1アップで下し、準々決勝では重信を18番のバーディーで突き離して2アップで勝利。3年ぶり4度目となる準決勝進出を果たし、高橋との40代対決となった準決勝では前半山本がリードを奪い、高橋が追いつく熱戦となるが、マッチイーブンから13、15番を奪った山本が2-1で勝利を収め、決勝初進出を果たす。鈴木との決勝は22ホール目までマッチイーブンの接戦であったが、23ホール目の5番パー5でゲームが大きく動く。山本は残り50ヤードほどの3打目をざっくりしてバンカーに入れてしまうが、芝の薄いライであったようで、その“ミスショット”を見た観客から「それでもプロかよ」というような声が飛んだ。それでも山本は何事もなかったかのようにやりすごし、バンカーショットを寄せてパーセーブした。一方で当事者ではない鈴木が観客の心無い声に過敏に反応し、腹を立てた状態でバーディーパットに向かってしまった結果、打ちすぎて大きくオーバーしてしまう。鈴木は思わずサンバイザーを叩きつけて悔しがるが、返しも外してボギーとなり、流れが山本へと傾いた。続く23ホール目、さらには25ホール目で山本がバーディーを奪って差を広げる。鈴木の心が乱れていること察知し、冷静にここが勝負どころと畳み掛けると、結果は3-2で山本の勝利となった。
2001年にはシニア入りし、アメリカシニアツアーのライセンスを取得して本場米国のシニアにチャレンジ、米シニア予選会14位の準シード権であったために出場の機会に恵まれなかったが、貴重な体験となった。
2002年はレギュラーとシニア両ツアーに参戦し、レギュラーの全日空オープンでは3日目まで5位につける健闘（13位）、18試合に出場して賞金ランク114位であった。本格参戦のシニアはツアー競技全6試合を含め7試合に出場して賞金ランク8位に入り、後援競技の沖縄シニアでシニア初勝利を飾った。
2003年もレギュラーとシニア両ツアーに参戦し、レギュラーのミズノオープンでは3日目に通算9アンダーで単独2位を付け、最終日に大きく崩れて10年ぶりのツアー優勝がならなかった。東建ホームメイトとマンダムルシードよみうりで14位タイに入り、21試合に出場して賞金ランク100位であった。シニアはツアー競技全6試合を含め10試合に出場してキャッスルヒル、日本プロシニアで3位、その他4試合でもベスト10に入り賞金ランク5位としたがツアー初優勝はならなかった。
2004年は予選落ちこそ無かったが、ベスト10入りがファンケルシニアの8位タイ1試合だけで、賞金ランクも23位（前年6位）と不本意なシーズンに終わった。
復活が期待された2005年はオーベルストシニア、アルデプロカップ、PPTリボーネストの3試合で優勝争いをするなど健闘して賞金ランクを12位とする。レギュラーでは14試合に出場してサントリーオープンの51位タイがベストであったが、同年の東海クラシックを最後にレギュラーツアーから引退。
2006年はシニアツアー全6試合に出場し、鬼ノ城シニアの7位タイがベストであったが、特別協力競技のHTBシニアクラシックで2位に入っている。
2007年はファンケルクラシック4位、鬼ノ城シニア5位など全8試合に出場して予選落ちは無かったほか、特別協力競技のヨネックスシニアオープン沖縄では渡辺司とのプレーオフを制して、5年ぶりのシニア競技2勝目を挙げた。
2008年にはシニアツアー全試合に出場するが、鬼ノ城シニア7位タイ、日本シニアオープン12位タイ、富士フイルム選手権19位タイなどで賞金ランク32位に終り、2002年から続けていた賞金ランクでのシード権を守れなかった。
2009年は2年連続シニアツアー全試合出場で賞金ランク47位という結果となり、シニア10シーズン目に入る2010年は生涯獲得賞金ランク11位～20位以内の資格で参戦。
シニア10年目の同年は9試合に出場して賞金ランク41位と3年連続で賞金ランクでのシード権が取れず、還暦を迎えた2011年は全試合に出場して予選落ちが3試合、コマツオープンの9位タイがベストで賞金ランク40位という結果に終わる。
2012年は手首や肘痛などに悩まされながらもシニア全8試合に出場し、ISPSハンダ灼熱6位、日本シニアオープン17位があったが、日本プロシニアで予選落ちするなど目立った成績は残せずに賞金ランクも37位であった。
2013年もツアー11試合に出場し、8月のISPSハンダ秋晴れ14位タイが最高となった。
2014年も生涯獲得賞金20位以内（17位）の資格で出場を続け、ハンチング姿で切れの良いプレースタイルは変わらなかったが、賞金ランク49位と不本意な結果に終わった。
2015年にはシニアでもベテランの域になってきたが、KYORAKUで久々のトップ10となる9位と健闘。

## 主な優勝
レギュラー
- 1972年 - 瀬戸内サーキット岡山
- 1973年 - ウィザードゴルフトーナメント
- 1975年 - ブリヂストンオープン、サントリーオープン、エキスポカップ[41]
- 1976年 - ソニーチャリティークラシック
- 1977年 - 関西オープン
- 1978年 - 日本国土計画サマーズ
- 1979年 - 広島オープン
- 1980年 - 日本プロ
- 1982年 - NST新潟オープン
- 1983年 - 関西プロ
- 1985年 - 広島オープン
- 1986年 - くずは国際
- 1987年 - 関西プロ
- 1989年 - 関西オープン
- 1993年 - 日本プロマッチプレー

シニア
- 2002年 - 沖縄シニアオープン
- 2007年 - ヨネックスシニアオープン沖縄